# Николаев, Юрий Иванович (военный)
Юрий Иванович Николаев (1909, ныне деревня Лобковичи, Кричевский район, Могилёвская область — 1973) — генерал-майор Советской Армии, участник Великой Отечественной войны.

## Биография
Юрий Николаев родился 7 апреля 1909 года в деревне Лобковичи (ныне — Кричевский район Могилёвской области Белоруссии). Окончил семилетнюю школу, затем школу фабрично-заводского ученичества в Ленинграде, после чего работал слесарем на одном из ленинградских заводов. В мае 1936 года Николаев был призван на службу в Рабоче-крестьянскую Красную Армию. Служил на Дальнем Востоке сначала в инженерных, а затем в авиационных частях. В 1941 году окончил сухопутный факультет Военно-политической академии имени В. И. Ленина.
С начала Великой Отечественной войны — на её фронтах. Принимал участие в боях на Калининском фронте, затем воевал в составе Авиации дальнего действия СССР. К маю 1943 года начальник политотдела 45-й авиационной дивизии дальнего действия подполковник Юрий Николаев совершил 5 боевых вылетов на самолёте «Пе-8», 1 из которых — в глубокий вражеский тыл на разбрасывание листовок. По службе характеризовался исключительно положительно. 13 июня 1943 года был награждён орденом Отечественной войны 2-й степени. Всего же за время войны совершил 28 боевых вылетов, 16 из которых — в ночное время; 4 июня 1945 года был награждён орденом Красного Знамени.
После окончания войны Николаев продолжил службу в Советской Армии. С 1949 года служил в Смоленске, был начальником политотдела 50-й воздушной армии, в 1957—1959 годах одновременно с этой должностью являлся ещё и членом Военного совета 50-й воздушной армии. В сентябре 1959 года в звании генерал-майора авиации Николаев был уволен в запас по болезни. Проживал в Смоленске, занимался общественной деятельностью. Был депутатом Смоленского областного Совета народных депутатов двух созывов, долгое время был заместителем председателя Смоленской областной секции Советского комитета ветеранов войны. Умер 28 августа 1973 года, похоронен на Братском кладбище Смоленска.